# Jørgen Olrik
Jørgen Olrik (født 10. august 1875 på Frederiksberg, død 4. maj 1941 i Charlottenlund) var en dansk kulturhistoriker. 
Olrik var søn af kunstneren Henrik Olrik og bror til Benedicte Olrik (gift Brummer), Dagmar, Axel, Hans, Eyvind og Povl Olrik.
Olrik blev 1898 filosofisk kandidat, men var allerede 1893 blevet assistent ved Dansk Folkemuseum og fra 1897 ved Nationalmuseet. I 1920 blev han administrerende inspektør ved Dansk Folkemuseum, der samme år blev en del af Nationalmuseet. Han havde et betydeligt forfatterskab (se nedenfor).
Olrik blev Ridder af Dannebrog 1928 og Dannebrogsmand 1939.
Han er begravet på Ordrup Kirkegård. Han er gengivet i en tegning af faderen Henrik Olrik ca. 1878 og maleri af samme 1882, begge i familieeje.

## Værker
Han udgav følgende værker:
- Borgerlige Hjem i Helsingør for 300 Aar siden i 1903,
- Drikkehorn og Sølvtøj fra Middelalder og Renaissance i 1909,
- Dansk Guldsmedekunst fra Renaissancen til vore Dage: Nogle typiske Arbejder fra Kjøbenhavns Guldsmedelavs Jubilæumsudstilling 1910 i 1911 og
- Dansk Sølvarbejder fra Renaissancen til vore Dage. Katalog over den historiske Afdeling af Københavns Guldsmedelavs Jubilæums udstilling 1910 i 1915.

## Oversættelser
Ikke mindre betydeligt var hans talrige oversættelser: 
- Den ældste danmarkskrønike (Roskildekrøniken) i 1898,
- Krøniker fra Valdemarstiden i 1900-1901,
- Valdemar Sejrs sønner og den store ærkebispestrid. Udvalg af kilder til Danmarks historie i aarene 1241-1274, 1906-1908,
- Saxos Gesta Danorum (Sakses Danesaga, 1-3, 1908-1911),
- Christian Falsters Lærdoms Lystgaard eller adskillige Discurser i 1919-1920 og
- Øm Klosters Krønike, 2. udg. i 1932.

## Udvalgte artikler
- Jørgen Olrik: "Studier over tilblivelsen af Sakses værk" (Historisk Tidsskrift, Bd. 8, rk. 2; 1909)
- Jørgen Olrik: "Om forholdet imellem Sakses og Knytlingasagas fremstilling af Danmarks historie 1146-1187" (Historisk Tidsskrift, Bd. 10, rk. 1; 1930)
- Jørgen Olrik: "Studier over Sakses historiske kilder" (Historisk Tidsskrift, Bd. 10, rk. 2; 1932)